# 古瓦通道
古瓦通道（法語：Passage du Gois，法語發音：[pasaʒ dy ɡwa]）是法国旺代省的一条潜水道路，连接努瓦尔穆捷岛（市镇巴尔巴特尔）和大陆部分（市镇滨海博瓦尔）。该通道仅可在退潮时乘汽车、骑自行车或步行通过，因为在涨潮时其会被海水覆盖。